# Россия — родина слонов

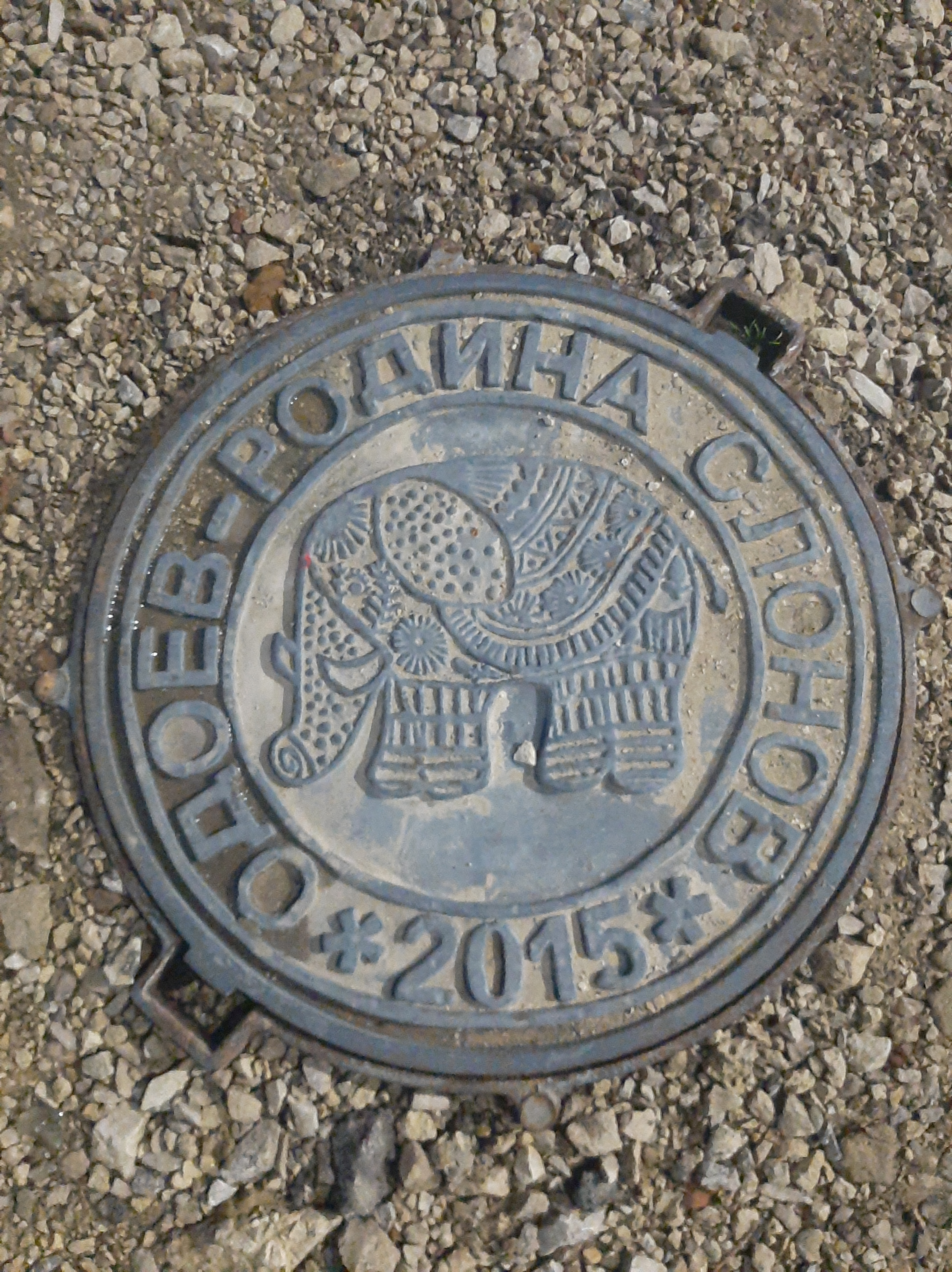
Люк в Одоеве, где были обнаружены останки мамонта

«Россия — родина слонов» (также «СССР — родина слонов») — фраза, впервые появившаяся в советских анекдотах конца 1940-х годов, высмеивающих попытки искажения истории научных открытий в политических целях — в ходе послевоенной «борьбы с „низкопоклонством перед Западом“» и кампании по пропаганде «советского научно-технического первенства», проводившихся советской властью. Фраза имеет иронический оттенок, хотя к началу XXI века она получила и другое, практически одобрительное значение приоритета российского над заграничным.

## История
Фраза использовалась по аналогии с действительно употреблявшимися во времена борьбы «за приоритет отечественной науки» (такая кампания проводилась в СССР с 1946 года) штампами: «Россия — родина радио», «Россия — родина авиации». В интервью Евгения Евтушенко можно найти его утверждение, что лекция на тему «Россия — родина слонов» на самом деле проводилась в Политехническом музее, и сам Евтушенко якобы на неё ходил (К. В. Душенко объясняет это аберрацией памяти).
Фраза является ключевой цитатой из анекдота, в одном из вариантов которого школьники пишут сочинение на тему «Слоны»:
Англичане: «Промышленное использование слонов», француз — «Сексуальная жизнь слонов», немец — «Слоны — предшественники танков», советский школьник — «СССР — родина слонов».
Существует множество других версий этого анекдота, часто описывающих издание в различных странах книги, посвящённой Международному году слона. Душенко находит связи этого анекдота с анекдотами (голландскими, немецкими, американскими) о польской политике начала XX века (там вместо России — Польша, и поляки пишут на тему «Слон и польский вопрос»). Анекдот про поляков и слонов, по-видимому, возник за пределами Польши, но выражение «Слон и польский вопрос» (пол. Słoń a sprawa polska) для обозначения полоноцентризма вошло в польские идиоматические словари. Варианты анекдота о слонах с добавлением русских стали популярными в 1920-х годах, но русские в них пока ещё создавали философские работы «Существует ли слон?» или отступали от заданной темы и писали «о лишнем человеке». Самое раннее письменное упоминание о России как родине слонов относится к 1953 году, когда в деле днепропетровского учителя Д. И. Ровинского, обвинённого в антисоветской агитации и пропаганде, были записаны названия книг «Россия — родина слонов», «Слоны в борьбе за мир», «Классики марксизма-ленинизма о слонах».
Считается, что в настоящее время связь фразы с анекдотом практически утрачена, выражение существует самостоятельно в виде поговорки.
Юрий Нагибин в своей поздней повести «Тьма в конце туннеля» отмечает контрастную и, одновременно, сюрреалистическую природу происхождения многих устойчивых выражений, закрепившихся в языке во времена репрессивных сталинских кампаний 1930-х и конца 1940-х годов.

Сталинский апокалипсис странно тяготел к комизму. Это его качество в полной мере проявилось в борьбе с безродными космополитами и низкопоклонством перед Западом. Отстаивая русский приоритет во всех областях человеческой деятельности, дошли до полного маразма. Атом первым расщепил Ивашка Хмырёв в XII веке, когда колол дрова. СССР ― родина слонов. Это ведь не анекдоты, а крошечный сдвиг вполне серьезных утверждений советской пропаганды тех лет.— Юрий Нагибин, «Тьма в конце туннеля» (1991)
В современном русском языке термин родина слонов используется для обозначения как России или СССР, так и других стран или организаций, приписывающих себе лидерство: «Открытие, впрочем, уже сделано раньше, в Америке, современной „родине слонов“…».
Версии происхождения
Душенко приводит также «этимологические легенды» о происхождении выражения:
- В. И. Арнольд указывает[15], что фраза имеет не русское, а испанское происхождение, не поясняя, впрочем, как она вошла в русский язык: «Слова „Россия — родина слонов“ изобрёл в XVIII веке испанский путешественник, рекламировавший таким способом увиденные им в кунсткамере Петербурга останки мамонтов»;
- в викторине «Что? Где? Когда?» выражение выводилось из аббревиатуры соловецкого лагеря особого назначения (СЛОН, вопрос «Благодаря какому острову родилась пословица?»);
- существует также версия о книге В. В. Данилевского «Русская техника» 1947 года с упоминанием «парового слона» — автомобиля работы племянника изобретателя паровоза Черепанова.

## В культуре
Россия — родина магнитофона. Созданы магнитофоны творческим гением советских людей, но настраивать их и обслуживать приставлен американский инженер — мистер Хампфри.
В СССР использование выражения было контркультурной провокацией, демонстрировало общественный вызов, но к началу XXI века оно получило новое, практически одобрительное, значение приоритета российского над заграничным.
На фразу из анекдота советских лет имеется аллюзия в фильме «Особенности национальной охоты». При знакомстве с Райво Сергей произносит фразу «Russian elephant is a best friend of Finnish elephant» (русский слон — лучший друг финского слона), переделанную из «болгарский слон — лучший друг советского (или русского) слона».
Также эту фразу вспоминает писатель Виктор Шкловский:
— В годы культа, — рассказывал улыбающийся человек, — бывали случаи, когда в издательстве заставляли писать, что Россия — родина слонов… Многие писали: «Россия — родина слонов». А я почти без подготовки возмутился. Я сломал стул… Я заявил: «Вы ничего не понимаете. Россия — родина мамонтов!»
В XXI веке выражение стало в России источником брендов и узнаваемых названий проектов. В 2008—2009 годах Ставропольский государственный музей-заповедник им. Г. Н. Прозрителева и Г. К. Праве с проектом «Ставрополье — родина слонов» стал победителем V Грантового конкурса музейных проектов «Меняющийся музей в меняющемся мире» благотворительного фонда В. Потанина в номинации «Музейные исследования». В последующее десятилетие бренд «Ставрополье — родина слонов» стал визитной карточкой палеонтологии Ставропольского края.
В 2017 году вышел альтернативно-исторический роман Олега Дивова «Родина слонов», посвящённая исторической науке. По сюжету романа небольшая популяция мамонтов избежала вымирания, была обнаружена российскими исследователями, и с тех пор мамонты разводятся в полярных питомниках.
В 2018 году вышла книга Дениса Горелова «Родина слоников» — книга об истории советского кино, почему создавались или становились популярными те или иные фильмы.
Популяризатор исторической науки Михаил Родин выпускает программу «Родина слонов». В 2015—2021 годах выходила на радио «Говорит Москва», с 2021 года — в независимом формате. С одной стороны, название обыгрывает фамилию ведущего, с другой — отсылает к известному выражению, критикуя искажения истории в политических интересах.

## В истории русской Википедии
Со «слонов» началось развитие русской Википедии, что демонстрировало, что это — проект, свободный от цензуры, или, что точнее, без редактуры.
В период между 29 сентября и 16 октября 2001 года на базовой странице русской Википедии появилась фраза «Россия — родина слонов (ушастых, повышенной проходимости — см. мамонт)» и находилась там более года.
По состоянию на 7 ноября 2002 года Базовая статья. ru.wikipedia.org. с ID 1 содержала такой текст:
Россия — родина слонов (ушастых, повышенной проходимости — см. мамонт)

Кроме того, в России много

Университетов
Заводов
Есть также
Школы

А ещё рядом с Россией есть Литва, которая является родиной Соционики

Лингвистика

Социология